# Spiradiclis longipedunculata
Spiradiclis longipedunculata är en måreväxtart som beskrevs av W.L.Sha och Xiu Xiang Chen. Spiradiclis longipedunculata ingår i släktet Spiradiclis och familjen måreväxter. Inga underarter finns listade i Catalogue of Life.